# 蒙斯 (埃罗省)
蒙斯（法語：Mons，法語發音：[mɔ̃s] ⓘ），又称蒙斯拉特里瓦勒（Mons-la-Trivalle，[mɔ̃s la tʁival]），是法国埃罗省的一个市镇，属于贝济耶区。

## 地理
蒙斯（43°34'17"N, 2°57'20"E）面积22.32 平方千米，位于法国奧克西塔尼大區埃罗省，该省份为法国南部沿海省份，南濒地中海，西南接奥德省，西北接塔恩省和阿韦龙省，东北与加尔省接壤。
与蒙斯接壤的市镇（或旧市镇、城区）包括：莱赛尔、康邦和萨尔韦格、奥尔布河畔科隆比耶尔、奥拉尔格、罗西、圣于连、圣马丹德拉尔松、维约桑。
蒙斯的时区为UTC+01:00、UTC+02:00（夏令时）。

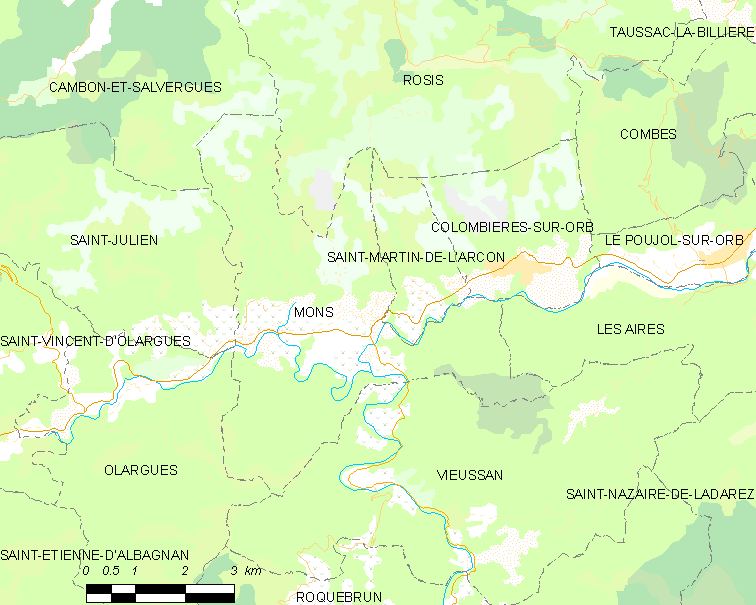
蒙斯的OSM定位图

## 行政
蒙斯的邮政编码为34390，INSEE市镇编码为34160。

## 政治
蒙斯所属的省级选区为圣庞斯德托米耶尔县。

## 人口

1962-2008年间蒙斯人口变化图示

蒙斯于2022年1月1日时的人口数量为671人。